# Visions
Visions este o compilație-tribut alcătuită din piese care aparțin lui Burzum. Acest tribut muzical este realizat de către diverse formații din Canada, Elveția, Germania, Italia, Regatul Unit, Rusia, Statele Unite și Ucraina. Toate piesele sunt versiuni "cover" ale pieselor originale.
Compilația conține două CD-uri.

## Lista pieselor

### CD 1
1. Aborym - "Det Som Engang Var"[1] (09:17)
2. Aegishjalmar - "Jesus' Tod" (07:17)
3. Black Queen - "Inn I Slottet Fra Drømmen" (09:12)
4. Cryogenic - "Dunkelheit" (05:56)
5. Earthcorpse - "Lost Wisdom" (05:01)
6. Ewigkeit - "Ea 2000 - Out For The Count"[2] (04:42)
7. Fornost - "Wende Im Zeichen Des Mikrokosmos"[3] (06:15)
8. Funeral Procession - "Der Ruf Aus Dem Turm"[4] (06:29)
9. Judas Iscariot - "War" (02:28)
10. Krigstrommer - "Lost Wisdom" (05:13)
11. Krystall - "Bálferð Baldrs" (06:19)
12. Luror - "Key To The Gate" (04:55)

### CD 2
1. Nokturnal Mortum - "My Journey To The Stars" (07:39)
2. Orthaugr - "Der Weinende Hadnur" (00:53)
3. Pagan Hellfire - "Frijôs Einsames Trauern" (03:36)
4. Sarnath - "Stemmen Fra Tårnet" (06:54)
5. Schizoid - "En Ring Til Å Herske" (08:01)
6. Starchamber - "Han Som Reiste" (05:06)
7. The Syre - "Black Spell Of Destruction" (04:56)
8. Tronus Abyss - "Móti Ragnarokum" (06:40)
9. Wolfsburg - "Ein Verlorener, Vergessener Trauriger Geist"[5] (05:26)
10. Woods Of Fallen - "Beholding The Daughters Of The Firmament" (14:59)
11. Herrenvolk - "Dauði Baldrs" (06:43)